# Помана
Помана или у српском језику помен (<слов. pomĕnŭ, „даћа“, „парастос“), односно „гозба” за покојнике, је традиционални народни обред, којим источни Власи (Хомоље, Пореч, Кључ, Крајина, Црна Река) на „онај свет” покојнику шаљу храну и пиће. Овим обредним обичајем Власи заправо исказују бригу за своје покојнике, и помену сматрају једном од најсветијих дужности њихових потомака.
Помена је настала из народног веровања потомака покојника, који су сматрали, да на оном свету влада глад, жеђ, тама, хладноћа и оскудица у свему. Како би од тих пошасти заштитили покојнике живи су кроз поману желели да својим мртвима пошаље најнеопходније за њихов загробни живот (храна, пиће, светлост, штап за одбрану итд).
У стара времена помана (односно „гозба” за покојника) првобитно се постављала на месту где је човек издахнуо, и пружала се у истом правцу у коме је он тада лежао. Сада се поставља тако да глава гледа kîtra rîsarit („ка истоку“), онако како покојник лежи у своме гробу.
У ритуалном смислу помана се приређује тако да је у облику људског тела које лежи, лица окренутог ка истоку. Основни део помане је „глава“, која је окружена одређеним бројем колача — обредних хлебова са симболима који се зову zakuańe или trăbuĭeļe и без којих помана не може да „путује“ у загробни свет.
По неким веровањима Влаха помана се може приредити и за живе. Тада ову врсту помане нека особа приређује себи за живота.

## Порекло речи
Помана је један од облика словенске речи помен. Овај облик речи познат је у Бугарској, Румунији, Галицији, Малорусији. Велики је изазов за науку да одговори на питање не само о генези и стратумима поманског комплекса влашке културе, већ и како је све то успело да се одржи готово нетакнуто од најстаријих времена до данашњих дана.

## Место цркве у помани
Помана се у науци сматра прехришћанским сурвивалом, против кога се католичка црква борила, док је православна црква толерисала, чак и као саставни део обреда.
| „ | Власи јесу хришћани, али Црква је тек овлаш, више преко фолклора, утицала на сеоске представе о загробном свету, јер Црква не говори језиком Влаха, нити су Власи разумели њен словенски говор. Чини се ипак да је пресудно то што о култу мртвих брину жене: оне су у томе неприкосновене, и грешан је свако ко не да да обред буде онакав каквог су га оне примиле од мајки и бака, или научиле од мудрих старица у своме селу. | ” |

Данас Власи свештеника ретко кад позивају да „очита“ поману, јер је његова услуга скупа, а сама помана ионако је замашан издатак за кућу. Данас, кад дође - а Власи га зову више из престижних него из верских разлога. Након што поп на миру обави свој посао, жене настављају да раде онако како су то чиниле од памтивека; до промена у обреду долази тек када оне допусте, или попусте.

## Врсте помана
Помана има више врста, а дају се у разним интервалима у трајању од 7 година. После тог периода покојник прелази у вечито станиште, па је било какав контакт са њим онемогућен. Зато циклус помана траје само толико колико је душа покојника у чистилишту.
Помана за мртве
- Прва помана (звана „помана ће морће”) — даје се на дан сахране покојника и она је скромнија.
- Друга помана (звана „с’ мбића” или „с’ мбота”) — даје се у прву суботу после смрти
- Четрдодневна помана —
- Шестомесечна помена (звана „жуматађан”) — која се као што јој сам назив каже даје се након шест месеци
- Прва годишња помена — даје се након годину дана. За ову поману везује се и један занимљив обичај — слање кревета покојнику, одела, лавора и других потреба.
- Годишње помана (звана „аан”) — даје се сваке године све до седме године. Седме године даје се помана (звана „помана маре”) — велика помана, чиме се престаје са поменама одређеном покојнику

Помана за живе
Власи не приређују помане само мртвима, већ и себи за живота. Ове помане се зову kumînd или sarandar и карактеристичне су по великом броју хлебова. Тако је нпр. према подацима Етнографског музеја из Неготина за kumînd породице Глишић из села Житковица у општини Голубац, приређен септембра 2003. године, испекла тачно 2.622 обредна хлеба!

## Обредни хлебови који се месе за поману
Основу помане чине обредни хлебови, спремљени од најфинијег пшеничног брашна. Број хлебова се повећава током седмогодишњег циклуса према numaraturama ("бројевима"), строгим обредним правилима, која имају религијско-магијски и ритуални карактер. Главни хлебови зову се trăbujelje ("закони"), и представљају разна божанска, митска или демонска бића која господаре загробним животом и чувају прелазе између два света.
Изглед „закона”, њихов број и назив није свуда исти и разликује се од села до села. Постоје разлике чак и у оквиру истог места, јер је култура обредних хлебова под јаким утицајем локалне, па чак и породичне традиције. То обредним хлебовима обезбеђује оригиналност и велику разноврсност.
Хлеб као „глава“ помане („даће“), код источних Влаха има антропоморфни карактер; постављен је на почетак трпезе са обредним хлебовима (различитог броја), која посматрана одозго – због распореда хлебова – подсећа на човека који лежи, па се сматра да помана оличава самога покојника.
Као глава помане, овај хлеб треба да је води да не „залута“ док путује на онај свет, где је преузима посебно божанство задужено да дели помане, и оно је доставља покојнику лично. Њему тада у госте долазе, поред најближе родбине, и сва божанства којима су намењени поједини хлебови.
Кроз онострани свет поману предводи колач облика овојнице звани vîntura или razluog, који је овде постављен у самом средишту главе. Цео хлеб означава календарску годину, као јединицу вечног тока времена које се одвија циклично. Зато је тракама у облику сунчевих зрака подељен на 12 поља, са по једним младим месецом (luna ćinără) на рубу сваког од њих. Месец својим менама од рађања до пуног круга, иза кога следи нестанак, односно умирање, најсличнији је људској судбини; млађење месеца буди наду у могућност поновног рођења...
| „ | ...јер се верује да је бог створио човека као бесмртно биће, али то рођење не догађа се више на овоме свету, и нема биолошки карактер као реинкарнација у источним религијама, него на оном - где захваљујући многобројним и веома сложеним посмртним обредима, сваки упокојени Влах почиње свој вечни живот као неки мали краљ! Јер од прастарих времена живи веровање да само истакнути људи, какви су они на високом положају, имају шансу да буду бесмртни. | ” |

Већина ових хлебова — „закона” и данас чува у свом називу имена паганских богова, којима се приносе као бескрвна жртва. Главна су божанства из уранског пантеона: Suarilji (Сунце), Luna (Месец), Marc (уторак, дан Марса), Žuoj (четвртак, Јупитеров дан), а четири небеска положаја сазвежђа Ursa minor оличена су у најважнијем хлебу влашких помана: свастици! Овај мотив јавља се у многим варијантама, и под многим називима, а најчешћи је еуфемизам frumošăl („лепотан”).
Следе хлебови који се дарују:
- Богу,
- Богородици,
- Архангелу („узимачу душа”),
- Светом Петру („рајском кључару”),
- Хлеб за чувара брвна преко кога покојник прелази у загробни свет,
- Хлеб за стражара који чува рајска врата,
- Хлеб pîndar за биће које надгледа поману и пази да јој неко незван не приступи...